# Équipe de Suisse de unihockey féminin
L'équipe de Suisse de unihockey féminin représente Swiss Unihockey, la fédération nationale, lors des compétitions internationales, notamment aux championnats du monde femmes et femmes des moins de 19 ans.

## Palmarès femmes

### Aux championnats d'Europe
| Année | Tour                   | Classement | J | G | N | P | Bp | Bc |
| ----- | ---------------------- | ---------- | - | - | - | - | -- | -- |
| 1995  | Match pour la 3e place | 4e         | 6 | 3 | 0 | 3 | 45 | 15 |
| Total | 1/1                    | -          | 6 | 3 | 0 | 3 | 45 | 15 |

### Aux championnats du monde
| Année | Tour                   | Classement                | J  | G  | N | P  | Bp  | Bc  |
| ----- | ---------------------- | ------------------------- | -- | -- | - | -- | --- | --- |
| 1997  | Match pour la 3e place | 4e                        | 6  | 3  | 0 | 3  | 32  | 19  |
| 1999  | Finale                 | Médaille d'argent, monde  | 4  | 2  | 0 | 2  | 12  | 8   |
| 2001  | Match pour la 3e place | 4e                        | 5  | 2  | 0 | 3  | 18  | 10  |
| 2003  | Finale                 | Médaille d'argent, monde  | 5  | 3  | 0 | 2  | 25  | 17  |
| 2005  | Finale                 | Médaille d'or, monde      | 5  | 5  | 0 | 0  | 25  | 10  |
| 2007  | Match pour la 3e place | Médaille de bronze, monde | 6  | 5  | 0 | 1  | 57  | 12  |
| 2009  | Finale                 | Médaille d'argent, monde  | 6  | 5  | 0 | 1  | 44  | 14  |
| 2011  | Match pour la 3e place | 4e                        | 6  | 4  | 0 | 2  | 65  | 17  |
| 2013  | Match pour la 3e place | Médaille de bronze, monde | 6  | 5  | 0 | 1  | 30  | 14  |
| 2015  | Match pour la 3e place | Médaille de bronze, monde | 6  | 4  | 0 | 2  | 44  | 23  |
| 2017  | Match pour la 3e place | Médaille de bronze, monde | 6  | 4  | 0 | 2  | 45  | 19  |
| 2019  | Finale                 | Médaille d'argent, monde  | 6  | 5  | 0 | 1  | 49  | 18  |
| 2021  | Match pour la 3e place | Médaille de bronze, monde | 6  | 4  | 0 | 2  | 39  | 24  |
| 2023  |                        |                           |    |    |   |    |     |     |
| Total | 13/13                  | -                         | 73 | 51 | 0 | 22 | 485 | 205 |

## Palmarès femmes des moins de 19 ans

### Aux championnats du monde
| Année     | Tour                   | Classement                | J  | G  | N | P  | Bp  | Bc  |
| --------- | ---------------------- | ------------------------- | -- | -- | - | -- | --- | --- |
| 2004      | Match pour la 3e place | Médaille de bronze, monde | 5  | 3  | 0 | 2  | 23  | 24  |
| 2006      | Match pour la 3e place | Médaille de bronze, monde | 6  | 4  | 0 | 2  | 33  | 23  |
| 2008      | Finale                 | Médaille d'or, monde      | 5  | 5  | 0 | 0  | 46  | 16  |
| 2010      | Match pour la 3e place | 4e                        | 5  | 3  | 0 | 2  | 26  | 16  |
| 2012      | Finale                 | Médaille d'argent, monde  | 5  | 4  | 0 | 1  | 28  | 11  |
| 2014      | Match pour la 3e place | 4e                        | 5  | 2  | 0 | 3  | 29  | 25  |
| 2016      | Match pour la 3e place | Médaille de bronze, monde | 5  | 3  | 0 | 2  | 21  | 28  |
| 2018      | Match pour la 5e place | 5e                        | 4  | 1  | 1 | 2  | 17  | 15  |
| 2021 (en) | Match pour la 3e place | 4e                        | 6  | 3  | 1 | 2  | 24  | 20  |
| 2022      | Match pour la 3e place | 4e                        | 5  | 3  | 0 | 2  | 39  | 16  |
| 2024      |                        |                           |    |    |   |    |     |     |
| Total     | 10/10                  | -                         | 51 | 31 | 2 | 18 | 286 | 194 |